# 池田沙弥花
池田 沙弥花（いけだ さやか、7月31日 - ）は、日本の子役、モデル。ジョビィキッズ所属。

## 出演作品

### 映画
- ウルトラマンサーガ（2012年） - サーヤ 役
- 抱きしめたい -真実の物語-（2014年）

### テレビドラマ
- 八重の桜（2013年） - 山本みね（少女期） 役

### バラエティ
- 第62回NHK紅白歌合戦（2011年）
- 天才!ところ塾
- 爆問パニックフェイス!
- わたしが子どもだったころ

### CM
- ハウス食品・バーモントカレー
- マクドナルド・ハッピーセット

### モデル
- 世界一かんたんデジカメ年賀状
- PhotoshopElementsでつくる デジカメクラフト年賀状